# Teimuraz Gabasjvili

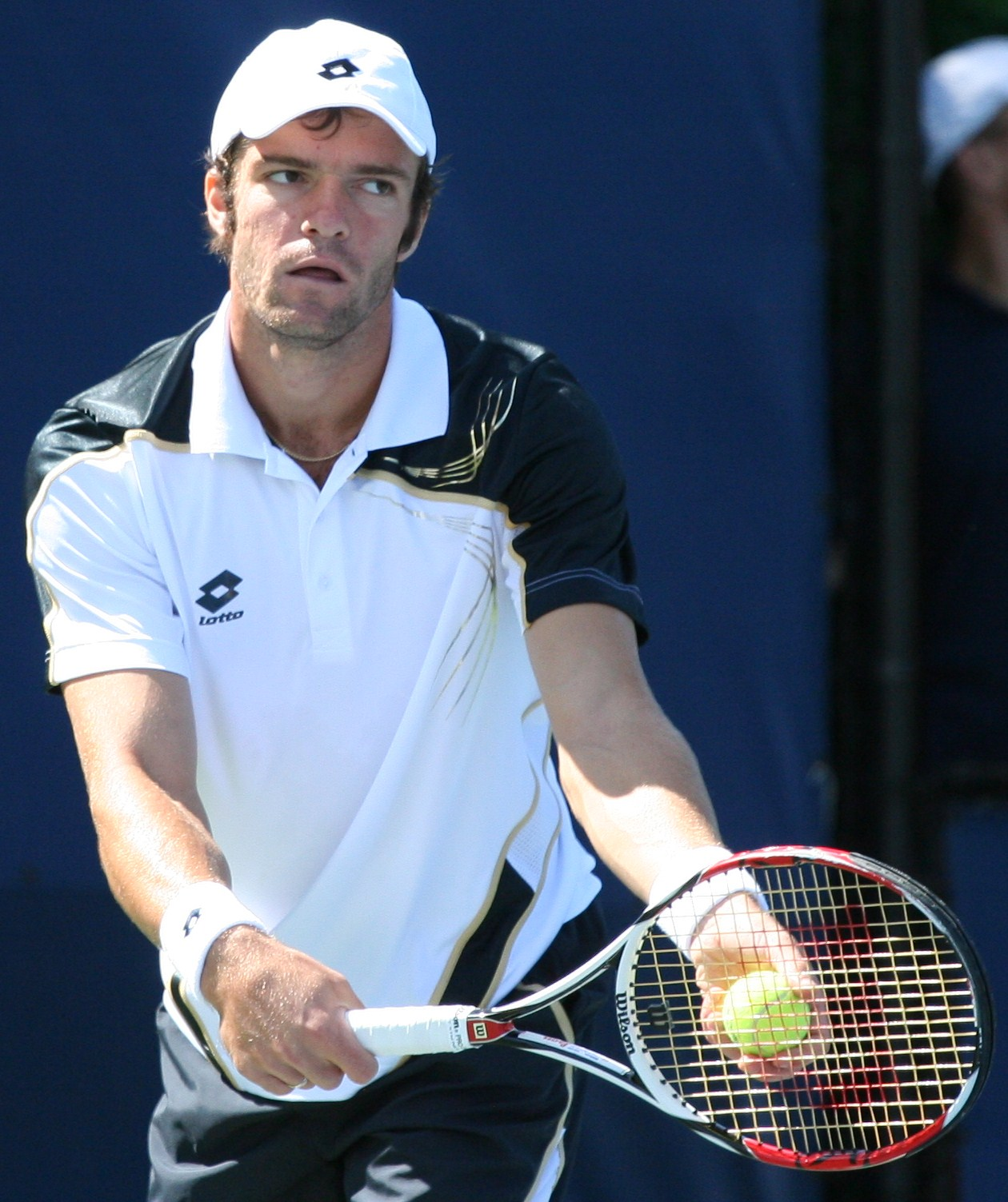
Gabasjvili vid US Open, 2009.

Teimuraz Gabasjvili (georgiska: თეიმურაზ გაბაშვილი, ryska: Теймураз Бейсикович Габашвили, Tejmuraz Bejsikovitj Gabasjvili) född 23 maj 1985 i Tbilisi, Georgiska SSR (nuvarande Georgien) är en rysk tennisspelare med georgiskt påbrå. Gabasjvili föddes i Georgien, men flyttade till Moskva i Ryssland. Han blev proffs år 2001. Hans nuvarande singelranking är 76 (31 januari 2011) och hans högsta ranking är 59:a (2 februari 2009). Detta innebär att han för närvarande är fjärde bäst rankade ryss.